# 中村萬吉
中村 萬吉（なかむら まんきち、1869年8月17日〈明治2年7月10日〉 - 1911年〈明治44年〉6月14日）は、明治時代の教育者。不如学舎（浜松学芸中学校・高等学校の淵源）創立者。従七位。

## 経歴
遠江国引佐郡気賀村 (現・静岡県浜松市浜名区) に生まれる。字は正廉、号は南山。12歳の時父を亡くし、小学校卒業後に同校の授業生（助手）を務めるなどして家計を助けた。学僕として浜松の小野塾にて漢学を、報徳家の俳人松島十湖（吉平）より国学・書道を学び、次いで中泉町で彫刻を習った後、さらに東京へ遊学、戸川深見に漢学を学び帰郷した。
1893年（明治26年）、地元有力者の後援のもと浜松田町（現・浜松市中央区田町）の遠江分器稲荷神社社務所を借り、私塾「不如学舎」を開塾。その後、不如学舎を他に託し、妻子とともに再び上京、高等師範学校（嘉納治五郎校長）が1897年（明治30年）に募集した第2回国語漢文専修科（修業年限2年・私費生）に合格、1899年（明治32年）3月に卒業し、正式に師範学校中学校高等女学校教員免許（国語・漢文）を取得した。
卒業後は、栃木県第二中学校（栃木町）の教諭兼舎監（1900年）、東京府立第一中学校教諭（1902-05年）を経て、宮崎県の私立延岡高等女学校校長兼教諭（1905-06年）、さらに1907年（明治40年）5月末には栃木県安蘇郡立佐野高等女学校教諭（奏任待遇）に任じられ、翌年9月には校長兼任。1910年（明治43年）7月、従七位に叙せられた（奏任待遇在職3年以上）。
1911年（明治44年）3月、栃木県立宇都宮高等女学校教諭に任ぜられたが、同年6月、赴任できぬまま病没。享年43（数え）。墓所は本稱寺（浜松市中央区元魚町）。

## 不如学舎
男子部と女子部が置かれ、萬吉は男子部、妻・中村みつは女子部の主任を務めた。男子部をさらに甲・乙に分け、甲には中学校に入る学資のない子や中学校への予備教育を目的とする子を対象とし、乙は商工業者の使用人に補習教育を施した。女子部は主として裁縫を課したが、一般教養として修身・国語作文・習字等も教授し、15歳前後の女性が自活できる術を身につけさせるために、小学校裁縫専科正教員の資格が取得可能な実力を養成することを目的とした。1895年（明治28年）には「工業部」が増設された。同塾は、のちに浜松実業界で活躍した本田喜三郎、松島保平らを輩出した。]

## 浜松裁縫女学校
地元有力者の平野又十郎・金原明善・市川安平・中村藤吉の援助のもと、浜松町大字利（現在の浜松市中央区利町）の平野邸を仮校舎として1903年（明治36年）1月5日に「私立浜松裁縫女学校」を開校（1902年10月認可）。当初の校主は貴族院議員長谷川貞雄で、中村みつが管理（校長兼教師）にあたった。東京府立第一中学校に赴任していた萬吉は、「うるはしき果実を得んと種おろす　今日ぞ楽しき始めなりける。」と詠じた書を寄せて開校の喜びをみつと分かち合った。
1903年1月10日付「静岡民友新聞」掲載の生徒募集広告では、「本校ハ女子ノ尤モ必要ナル裁縫ヲ教授シ且ツ一家ノ良主婦タル品格ヲ養成センガ為メ、高尚ニ走ラズ卑賤ニ陥ラズ、実地応用ノ自在ナランコトヲ期シ、之ガ教育ヲ為ス」との教育方針が示された。
その後、1907年（明治40年）11月、浜松町大字常盤（現・浜松市中央区常盤町）に新校舎を新築移転。しかし、教室の数が十分ではなかったため、萬吉は自ら設計し、増築計画を立てていた。

## 松島十湖の句碑
浜松市浜名区根堅の岩水寺には、1891年（明治24年）に中村萬吉ら松島十湖門人によって建立された句碑（山吹や人の富貴は水の泡　十湖）がある。

## 著作
- 『松島吉平君之略履歴』編刊、1890年
- 「御即位礼服着用掛図」解説付
- 「歷代公家装束着用掛図」解説付
- 「歷代武家装束着用掛図」解説付
- 「歷代女官装束着用掛図」解説付